# Мынчэн
Мэнчэ́н (кит. упр. 蒙城, пиньинь Méngchéng) — уезд городского округа Бочжоу провинции Аньхой (КНР).

## История
В эпоху Троецарствия в этих местах был создан уезд Шаньцан (山桑县). В эпоху 16 варварских государств, когда большие массы населения бежали на юг, властями империи Цзинь в этих местах для администрирования переселенцев был создан уезд Мэнсянь (蒙县). В эпоху Южных и Северных династий эти места не раз переходили из рук в руки, их административное деление менялось, расформировывались старые уезды и образовывались новые. При империи Северная Ци был вновь создан уезд с названием Мэнсянь. При империи Суй в 595 году он получил название Фэйшуй (淝水县), а в 611 году был переименован в Шаньцан. При империи Тан в 742 году уезд получил официальное название Мэнчэн (蒙城县).
После образования КНР эти земли вошли в состав Специального района Фуян (阜阳专区). В 1964 году на стыке уездов Фуян, Гоян, Мэнчэн и Фэнтай был создан уезд Лисинь. В 1971 году Специальный район Фуян был переименован в Округ Фуян (阜阳地区).
В 1996 году округ Фуян был расформирован, а на его месте был образован городской округ Фуян.
В 2000 году постановлением Госсовета КНР был создан городской округ Бочжоу, в состав которого вошли район городского подчинения Цяочэн (образованный на месте бывшего городского уезда Бочжоу, напрямую подчинявшегося властям провинции) и уезды Гоян, Лисинь и Мэнчэн (ранее входившие в состав городского округа Фуян).

## Административное деление
Уезд делится на 3 уличных комитета, 12 посёлков и 2 волости.

## Экономика
Развито сельское хозяйство, особенно «умные фермы» и теплицы по выращиванию овощей. 